# Congregazione di San Michele Arcangelo

Lo stemma della congregazione reca un giglio, segno di temperanza, e tre spighe di grano, simboli del lavoro spirituale, intellettuale e manuale

La Congregazione di San Michele Arcangelo (in latino Congregatio Sancti Michaëlis Archangeli, in polacco Zgromadzenie Świętego Michała Archanioła) è un istituto religioso maschile di diritto pontificio: i membri di questa congregazione, detti popolarmente Micheliti, pospongono al loro nome la sigla C.S.M.A.

## Storia
La congregazione venne fondata da Bronisław Markiewicz (1842-1912): sesto degli undici figli del borgomastro di Miejsce Piastowe, dopo la prima formazione a Przemyśl studiò filosofia e pedagogia presso le università di Cracovia e Leopoli; entrò poi come novizio tra i salesiani a Torino e nel 1887 emise i voti nelle mani del fondatore della congregazione, Giovanni Bosco.
Nel 1897 lasciò i salesiani e tornò in Polonia con l'intento di istituirvi una congregazione con le stesse regole ma più rigide, più adatte alla situazione polacca: Łukasz Solecki, vescovo di Przemyśl, rifiutò il suo sostegno a Markiewicz, che nel 1898 creò comunque la "Società Temperanza e Lavoro" per l'assistenza all'infanzia abbandonata; Józef Sebastian Pelczar, successore di Solecki, nel 1900 riconobbe l'opera di Markiewicz con il nome di congregazione di San Michele Arcangelo.
Pelczar nel 1902 consentì a Markiewicz di aprire, in via sperimentale, un noviziato a Miejsce Piastowe, ma poi negò l'approvazione all'istituto: i chierici formati da Markiewicz vennero ordinati sacerdoti da vescovi di altre diocesi e solo il 29 settembre 1921, dopo nove anni dalla morte del fondatore, Adam Stefan Sapieha, arcivescovo di Cracovia, eresse la congregazione di San Michele Arcangelo in istituto religioso di diritto diocesano.
La congregazione ricevette il pontificio decreto di lode il 15 gennaio 1966.

## Attività e diffusione
La spiritualità dell'istituto è riassunta dal binomio "temperanza e lavoro", di derivazione salesiana; il fine della congregazione è l'istruzione e l'educazione cristiana della gioventù, specialmente di quella povera e abbandonata.
La loro attività viene svolta in Europa (Austria, Bielorussia, Francia, Italia, Germania, Polonia, Svizzera, Ucraina), nelle Americhe (Antille Olandesi, Argentina, Canada, Paraguay, Repubblica Dominicana), e in Papua Nuova Guinea. La sede generalizia è a Marki-Sturga, in Polonia; a Roma, presso la chiesa del "Domine quo vadis", risiede il procuratore generale della congregazione.
Al 31 dicembre 2008 la congregazione contava 27 case e 345 religiosi, 253 dei quali sacerdoti.